# 減らせ突然死プロジェクト
減らせ突然死プロジェクト〜使おうAED〜（へらせとつぜんしプロジェクト〜つかおうAED〜）は、日本での自動体外式除細動器（AED）の普及・啓発を目的とした活動およびその組織である。2014年4月発足。医師や救急救命士らによって立ち上げられた。
プロジェクトの背景には、AEDが日本に導入されてから10年が経過したにもかかわらず、その使用率が2012年度で3.7%にとどまっている事情があり、プロジェクトでは使用率を5%に上げることを目標としている。